# Egbert de Liège
Egbert de Liège (né vers 972) est un diacre devenu écolâtre de l'école épiscopale de Liège sous l'évêque Notger. Son expérience de maître lui inspira la composition du Fecunda ratis (le « navire rempli »), recueil de poèmes religieux et moraux, de proverbes, et de fables. Parmi celles-ci, De puella a lupellis servata (la petite fille épargnée par les loups) qui deviendra Le Petit Chaperon rouge.

## Éditions
- Fecunda ratis, édition de Ernst  Voigt, Halle an der Saale, Niemeyer, 1889 (ASIN B0014OHVLM)

## Liens
- Ressource relative à la littérature :   - Archives de littérature du Moyen Âge
- Notice dans un dictionnaire ou une encyclopédie généraliste :   - Deutsche Biographie
- Notices d'autorité :   - VIAF
  - ISNI
  - IdRef
  - LCCN
  - GND
  - Pays-Bas
  - Israël
  - NUKAT
  - WorldCat